# 眠狂四郎魔性劍
《眠狂四郎魔性劍》（日语：眠狂四郎魔性剣）為1965年上映的時代劇，此為市川雷藏主演的《眠狂四郎系列》第六部。

## 演員
- 眠狂四郎：市川雷藏
- 奧林：瑳峨三智子
- 阿艶：長谷川待子
- 菊村下記/外記：須賀不二男
- 阿糸：明星雅子
- 佐惠：穂高のり子
- 青華院：若松和子
- 水野忠成：稻葉義男
- 赤石群兵衛：北城壽太郎
- 紋部三郎太：五味龍太郎
- 大工政五郎：水原浩一
- 中森瀬左衛門：淺野進治郎
- 安西小十郎：伊達三郎

## 製作人員
- 企劃：藤井浩明
- 導演：安田公義
- 原作：柴田鍊三郎（週刊「新潮」連載）
- 編劇：星川清司
- 攝影：竹村康和
- 美術：加藤茂
- 照明：山下禮二郎
- 錄音：大角正夫
- 音樂：齋藤一郎
- 剪輯：宮田味津三
- 副導演：渡邊實
- 武術指導：宮內昌平

## 外部連結
- 眠狂四郎魔性劍 （页面存档备份，存于）（日語）